# Joia Rara - Ao Vivo
Joia Rara - Ao Vivo é um álbum de estúdio da dupla sertaneja Gian & Giovani, lançado em maio de 2012 pela gravadora Sony Music. Veteranos da música sertaneja de qualidade, Gian & Giovani lançaram este disco, que mantém o romantismo já conhecido de suas canções. O álbum Joia Rara foi gravado ao vivo, e mescla o “sertanejo jovem” com o estilo já consagrado de Gian & Giovani. O CD traz 13 faixas, e assim como em todos os outros 17 discos que a dupla lançou ao longo da carreira, a grande variação de estilos está presente. Destaque para a faixa “Esperanças Não Morrem Assim”, composta por Victor Chaves, da dupla Victor & Leo, que mostrou ser mais um sucesso na voz de Gian & Giovani. A escolha do "ao vivo" foi uma forma de registrar como uma dupla com mais de duas décadas de sucesso manteve um grande número de fãs que têm verdadeira adoração por eles. 

## Curiosidades
- Duas canções foram lançadas um ano antes do lançamento do disco. Chorando Por Você (1° semestre 2011) e Para Tudo (2° semestre de 2011).[5]

- O disco teve uma edição promocional, antes do lançamento, onde continha 16 faixas. Na edição final e comercializada, são 13 faixas, onde as canções Éramos Três, Medo De Amar e Beijo Bom, foram retiradas.[6]

## Faixas
| Gian & Giovani Joia Rara - Ao Vivo (Edição em CD e Download digital) |                                                                                 |         |  |
| N.º                                                                  | Título                                                                          | Duração |  |
| 1.                                                                   | "Para Tudo"                                                                     | 3:01    |  |
| 2.                                                                   | "Esperanças Não Morrem Assim"                                                   | 3:16    |  |
| 3.                                                                   | "Pot-Pourri: Você Em Minha Vida / Sua Vez / Espuma Da Cerveja / Amante Anônimo" | 8:07    |  |
| 4.                                                                   | "Um Louco"                                                                      | 3:37    |  |
| 5.                                                                   | "Por Toda A Vida"                                                               | 3:52    |  |
| 6.                                                                   | "Pot-Pourri: Amigo Seu / Tatuagem / Escravo Do Amor / Olha Amor"                | 8:57    |  |
| 7.                                                                   | "Joia Rara"                                                                     | 3:18    |  |
| 8.                                                                   | "Eu Vou Te Mimar"                                                               | 2:54    |  |
| 9.                                                                   | "Pot-Pourri: Solidão / Amor Clandestino / São Tantas Coisas"                    | 5:55    |  |
| 10.                                                                  | "Chorando Por Você"                                                             | 2:56    |  |
| 11.                                                                  | "Pot-Pourri: Sonhei Com Você / Vontade Dividida / Agenda Rabiscada"             | 6:19    |  |
| 12.                                                                  | "Atende o Telefone"                                                             | 3:03    |  |
| 13.                                                                  | "Pot-Pourri: Paixão Ou Loucura / Amor Demais / Mercedita"                       | 6:14    |  |
| Duração total:                                                       | Duração total:                                                                  | 58:89   |  |

| Faixas extras contidas somente no CD Promocional: |                        |         |  |
| N.º                                               | Título                 | Duração |  |
| 14.                                               | "Éramos Três" (Promo)  | 3:06    |  |
| 15.                                               | "Medo de Amar" (Promo) | 3:04    |  |
| 16.                                               | "Beijo Bom" (Promo)    | 2:57    |  |
| Duração total:                                    | Duração total:         | 1:07:56 |  |